# Gliese 667C
Gliese 667C är en stjärna i trippelsystemet Gliese 667 i skorpionen. Dess massa är lite över en tredjedel av solens. Runt Gliese 667 finns åtminstone sju planeter, varav tre superjordar i den beboeliga zonen.